# Бертран Вектен
Бертран Вектен (фр. Bertrand Vecten, 26 лютого 1972) — французький академічний веслувальник.
Срібний призер Олімпійських Ігор 1996 року в складі розпашної четвірки без стернового.
Срібний призер Чемпіонату світу 1997 року в складі розпашної четвірки без стернового.